# Benda (Familienname)
Benda ist ein Familienname.

## Namensträger

### A
- Adolph Benda (1825–vor 1884), deutscher Opernsänger (Tenor)
- Amalia Carolina Louisa Benda (1795–1846), deutsche Schauspielerin
- Andrej Benda (* 1975), slowakischer Bobsportler
- Anna Franziska Benda (verh. Anna Franziska Hattasch; 1728–1781), böhmisch-deutsche Sängerin (Sopran)
- Antal Benda (1910–1997), ungarischer Handballspieler
- Anton Ferdinand Benda (1817–1893), deutscher Eisenbahningenieur
- Ariane Pfister-Benda (* 1946), deutsche Violinistin
- Arthur Benda (1885–1969), deutscher Fotograf
- August Heinrich Ferdinand von Benda (1779–1861), deutscher Oberdömänenrat

### C
- Carl Benda (Musiker) (Karl Benda; 1748–1836), deutscher Musiker und Komponist
- Carl Benda (Mediziner) (1857–1932/1933), deutscher Anatom und Pathologe
- Carl Ernst Eberhard Benda (1764–1824), deutscher Schauspieler und Sänger
- Carl Friedrich Franz Benda (auch Friedrich Franz Benda; 1754–1816), deutscher Violinist und Komponist
- Catharina Justina Benda (* 1757), deutsche Schauspielerin und Sängerin, siehe Justina Benda
- Christian Benda, Schweizer Cellist
- Clemens Ernst Benda (1898–1975), deutsch-amerikanischer Neurochirurg

### D
- Daniel Alexander Benda (1786–1870), deutscher Politiker, Stadtrat von Berlin
- Denise Benda (* 1972), österreichische Pianistin

### E
- Emanuel Benda (* 1884; † unbekannt), tschechischer Fußballspieler
- Ernst Benda (1925–2009), deutscher Politiker und Jurist

### F
- Felix Benda (1708–1768), böhmischer Organist und Komponist
- François Benda (* 1964), brasilianisch-deutscher Klarinettist und Klarinettenpädagoge
- František Benda (1944–2017), tschechischer Umweltminister und Geistlicher
- Franz Benda (auch František Benda, 1709–1786), böhmisch-deutscher Violinist und Komponist
- Franz von Benda-Beckmann (1941–2013), deutscher Rechtswissenschaftler
- Friederike Benda (* 1987), deutsche Politikerin (BSW)
- Friedrich Benda (Friedrich Wilhelm Heinrich Benda; 1745–1814), deutscher Kammermusiker und Komponist
- Friedrich Ludwig Benda (1752–1792), deutscher Violinist und Komponist

### G
- Georg Anton Benda (1722–1795), böhmisch-deutscher Komponist
- Gustav von Benda (1846–1932), österreichischer Industrieller und Kunstsammler

### H
- Hanns Benda (1877–1951), deutscher Admiral
- Hans Benda (1874–1949), deutscher Geiger und Violinpädagoge, siehe Jean Benda
- Hans von Benda (1888–1972), deutscher Dirigent, Musikredakteur und Offizier
- Hans Benda (Maler) (* 1960), deutscher Maler
- Hans Georg Benda (1686–1757), böhmischer Leineweber und Musiker
- Hans Robert Heinrich von Benda (1856–1919), deutscher Offizier
- Harry J. Benda (1919–1971), tschechoslowakisch-US-amerikanischer Historiker
- Heinrich Benda (1754-vor 1806), deutscher Violinist
- Hermann Christian Benda (1759–1805), deutscher Sänger und Schauspieler

### I
- Ilona B. Benda (* 1884), deutsch-amerikanische Journalistin und Autorin

### J
- Jan Benda (Biophysiker) (* 1970), deutscher Physiker, Neuroethologe und Hochschullehrer
- Jan Benda (Eishockeyspieler) (* 1972), deutsch-tschechischer Eishockeyspieler
- Jan Jiří Benda (1686–1757), böhmischer Leineweber und Musiker, siehe Hans Georg Benda
- Jan Jiří Benda (1713–1752), böhmischer Komponist, siehe Johann Georg Benda
- Jean Benda (1874–1949), deutscher Geiger und Violinpädagoge
- Johann Benda (Designer) (1919–2012), österreichischer Eisenbahndesigner
- Johann Friedrich Ernst Benda (1749–1785), deutscher Musiker und Komponist
- Johann Georg Benda (1713–1752), böhmischer Komponist
- Johanna Benda (geb. Johanna Lesser; 1838–1901), deutsche Pianistin
- Johannes Daniel Benda (1849–1927), deutscher Jurist und Politiker
- Joseph Benda (1724–1804), böhmisch-deutscher Musiker
- Juliane Benda, Geburtsname von Juliane Reichardt (1752–1783), deutsche Sängerin, Pianistin und Komponistin
- Julien Benda (1867–1956), französischer Philosoph
- Julius Benda (1838–1897), deutscher Architekt
- Justina Benda, deutsche Schauspielerin und Sängerin

### K
- Kálmán Benda (1913–1994), ungarischer Historiker
- Karl Benda (1748–1836), deutscher Musiker und Komponist, siehe Carl Benda (Musiker)
- Keebet von Benda-Beckmann (1946–2022), niederländische Rechtsethnologin
- Kenneth Benda (1902–1978), britischer Schauspieler

### L
- Lola Benda, deutsche Geigerin, Violinpädagogin und Komponistin
- Louis Benda (1873–1945), deutscher Chemiker

### M
- Mad. Benda (1757–1835), deutsche Sängerin (Sopran), siehe Felicitas Agnesia Ritz
- Margarete Benda, deutsche Schriftstellerin und Schauspielerin
- Maria Carolina Benda (1742–1820), Sängerin, Pianistin und Komponistin

### N
- Nancy Benda (* 1970), deutsche Geigerin
- Nikolaus Benda (* 1978), deutscher Schauspieler und Hörspielsprecher

### O
- Oskar Benda (Schauspieler) (auch Oscar Benda; 1845–1915), österreichischer Schauspieler
- Oskar Benda (Germanist) (1886–1954), österreichischer Germanist, Literaturwissenschafter und Pädagoge

### P
- Pavel Benda (* 1930), tschechischer Tennisspieler
- Petr Benda (* 1982), tschechischer Basketballspieler
- Petr Benda (Biologe)

### R
- Robert von Benda (1816–1899), deutscher Politiker
- Roswitha Benda (* 1947), österreichisch-deutsche Schauspielerin und Hörspielsprecherin
- Rudolf Benda (1899–1973), deutscher Ingenieur und Politiker (CDU)

### S
- Sebastian Benda (1926–2003), Schweizer Pianist, Komponist und Musikpädagoge
- Sophia Carolina Benda (1787–1844), deutsche Schauspielerin und Sängerin
- Steven Benda (* 1998), deutscher Fußballtorwart
- Susanna Benda (geb. Susanna Marie Limbach; 1827–1912), deutsche Schauspielerin und Sängerin

### T
- Theodor Benda (1858–1941), deutscher Mediziner

### V
- Vaclav Benda (1946–1999), tschechoslowakischer Politiker

### W
- Willy Benda (1870–1929), deutscher Cellist und Dirigent
- Wladyslaw Theodor Benda (1873–1948), US-amerikanischer Maler
- Wolfram Benda (* 1953), deutscher Literaturwissenschaftler, Übersetzer, Buchgestalter und Verleger